# Historie umoralniające
Historie umoralniające – 3 polskie opowiadania zapisane w latach 30. XVI wieku.
Historie zostały dopisane do wcześniejszego rękopisu prawniczego z przełomu XV i XVI wieku prawdopodobnie przez Andrzeja Marstellę. Akcja opowiadań dzieje się we Włoszech, dlatego zdaniem Juliana Krzyżanowskiego mogły one wywodzić się z Włoch i trafić za pośrednictwem przekładu łacińskiego.
Opowiadania noszą tytuły zapowiadające ich fabułę:
1. Jako nie jest dobrze niewolnika w domu chować albo drażnić, o tym słuchaj, co się stało niedaleko Wenecje w mieście jednym
2. Druga, jako nie jacy komu zwierzać sie swych tajemnic
3. Druga te rowna, ktora się przydała <w> Wenecyji

Wszystkie opowiadania mówią o ukaranych przewinieniach: złym traktowaniu niewolnika, który zemścił się na panu i jego rodzinie, duchownym, który zdradził tajemnicę spowiedzi i poniósł śmierć, oraz innych duchownym, którego stracono za dokonanie morderstwa.